# Genelle Williams
Genelle Williams, née le 18 février 1984, est une actrice canadienne connue pour son rôle dans la série télévisée Radio Free Roscoe.

## Biographie
Petite, elle était déjà prête à devenir actrice, puisqu'elle a étudié le théâtre avec Dean Armstrong, qui a joué un des personnages principaux de la série Queer as Folk.
Elle est devenue célèbre au Canada quand elle a rejoint la série Radio Free Roscoe, qui était un succès au Canada de 2002 à 2004. En 2003, elle y a joué Kim Carlisle, un DJ de la Cougar Radio, qui est amoureuse de Robert McGrath. Plus tard, en 2004, La chaîne Nickelodeon, directrice du canal The N, a commencé à diffuser Radio Free Roscoe ainsi que Degrassi : La Nouvelle Génération.
Et c'est ainsi que Genelle Williams gagne le statut de célébrité aux États-Unis, du moins parmi l'audience visée par The N. Dans Degrassi : La Nouvelle Génération, elle a joué deux personnages différents, dans des épisodes différents, mais dans la même saison.
Après avoir marqué une pause dans sa carrière elle apparaît dans la série TV Buzz Mag, elle y joue Diane Jeffreys (DJ), la rédactrice en chef.
En 2009, on la retrouve dans la série Warehouse 13 en tant que Leena.

## Filmographie

### Films
- 2003 : Eloise at the Plaza (en) : Ruth (téléfilm)
- 2004 : My Baby's Daddy (en)
- 2004 : The Lazarus Child : Lizzie
- 2006 : It's a Boy Girl Thing : Tiffany
- 2009 : Esther : Sœur Judith
- 2009 : Un bébé devant ma porte (Taking a Chance on Love) (téléfilm) : Mandi
- 2018 : The Holiday Calendar : Sarah Sutton

### Séries télévisées
- 2002 : Degrassi : La Nouvelle Génération
- 2003 : Méthode Zoé
- 2003-2005 : Radio Free Roscoe : Kim Carlisle
- 2004 : This Is Wonderland (en) : Kiana Lewis
- 2005 : Face à son destin 2 : La Vie d'une mère (More Sex & the Single Mom) (TV) : Megan
- 2005 : Sue Thomas, l'œil du FBI : Candy
- 2005 : Kevin Hill : Alyssa
- 2008 : Buzz Mag : DJ
- 2009-2012 : Warehouse 13 : Leena
- 2014 : Bitten : Rachel Sutton
- 2020 : Bienvenue à Schitt's Creek : (Saison 6, épisode 10) (TV) : Pénélope
- 2021 : Family Law (en) : Lucy Svensson

### Téléfilms
- 2018 : Mon Noël en Alaska (Northern Lights of Christmas) de Jonathan Wright : Karen Yazzi